# Juels Preiselbeer-Nacktbasidie
Juels Preiselbeer-Nacktbasidie (Exobasidium juelianum) ist eine Brandpilzart aus der Familie der Nacktbasidienverwandten (Exobasidiaceae). Sie lebt als Endoparasit auf Preiselbeeren (Vaccinium vitis-idaea) und infiziert die gesamte Pflanze. Symptome des Befalls durch Juels Preiselbeerr-Nacktbasidie sind vor allem Zwergwuchs, starke Verzweigung und schwächeres, welliges Wachstum der Blätter der Wirtspflanze. Die Art ist in Nord- und Mitteleuropa nachgewiesen und nach dem Botaniker und Mykologen Hans Oscar Juel benannt.

## Merkmale

### Makroskopische Merkmale
Juels Preiselbeer-Nacktbasidie ist mit bloßem Auge zunächst nicht zu erkennen. Anfangssymptome des Befalls sind zunächst nur auf den Blättern zu erkennen: Die Blätter infizierter Preiselbeeren bleiben dünn und flach, sie sind weicher als die gesunder Pflanzen und weisen einen welligen Rand und eine hellrote Oberseite auf. Auf der Unterseite tritt schließlich das Myzel des Pilzes zwischen den Blattadern aus und infiziert von dort aus die gesamte Pflanze. Symptome des systemischen Befalls sind der eingeschränkte Wuchs und die stärkere Verzweigung der Wirtspflanze gegenüber nicht befallenen Artgenossen.

### Mikroskopische Merkmale
Das Myzel von Juels Preiselbeer-Nacktbasidie wächst interzellulär und bildet Saugfäden, die in das Speichergewebe des Wirtes wachsen. Die Basidien sind lang, unseptiert und schmalkeulig, die Sporen hyalin und dünnwandig.

## Verbreitung
In Europa beschränkt sich die Verbreitung der Juels Preiselbeer-Nacktbasidie auf Mittel- und Nordeuropa, sie ist an das Vorkommen der Preiselbeere (Vaccinium vitis-idaea) gebunden.

## Ökologie
Einziger Wirt von Juels Preiselbeer-Nacktbasidie ist die Preiselbeere. Der Pilz ernährt sich von den im Speichergewebe der Pflanzen vorhandenen Nährstoffen; zunächst beschränkt auf die Blätter, schließlich dann auf der gesamten Pflanze. Die Übertragung von einer Pflanze zur nächsten erfolgt durch Sporenflug. Die Sporen keimen in Keimschläuchen oder Konidien, aus denen sich dann ein neues Myzel entwickelt.